# Себастјен Бурдон
Себастјен Бурдон (фр. Sébastien Bourdon; 2. фебруар 1616 – 8. мај 1671) био је француски баркони сликар. У своје време (17. век) био је један од најзнаменитијих сликара Француске. Имао је несталан карактер и водио је аватуристички живот. Дела су му разноврсна и по стилу и по квалитету. 

## Биографија
Бурдон је рођен у Монпељеу. Отац му је био протестант и сликар на стаклу. Учио се сликарству као помоћник сликара у Паризу. Упркос своме сиромаштву, стигао је у Рим 1636, где је проучавао дела Николе Пусена, Клода Лорена и Каравађа. Био је принуђен да напусти Рим 1638. због своје протестантске вере.
У Паризу је живео 1637—1652. Био је један од оснивача Краљевске академије за сликарство и скулптуру (фр. Académie royale de Peinture et de Sculpture) 1648, и био члан првог већа њених руководилаца.
Године 1652. отишао је у Шведску, где је именован за дворског сликара краљице Кристине. 